# San Costantino Calabro
San Costantino Calabro es un municipio sito en el territorio de la provincia de Vibo Valentia, en Calabria (Italia).

## Demografía
| Gráfica de evolución demográfica de San Costantino Calabro entre 1861 y 2001 |
|                                                                              |
| Fuente ISTAT - elaboración gráfica a cargo de Wikipedia                      |

- Datos: Q54735
- Multimedia: San Costantino Calabro / Q54735

1. ↑  Worldpostalcodes.org, código postal n.º 89851.
2. ↑  «Codici Catastali». Comuni-italiani.it (en italiano). Consultado el 29 de abril de 2017.